# Celebichneumon albifasciatus
Celebichneumon albifasciatus là một loài tò vò trong họ Ichneumonidae.